# Rafael Arcadio Bernal Supelano
Rafael Arcadio Bernal Supelano (Zipaquirá, Cundinamarca, Colombia; 28 de noviembre de 1934-Bucaramanga, Santander, Colombia; 11 de enero de 2019) fue un obispo católico, filósofo teólogo y profesor colombiano.

## Episcopado

### Obispo de Arauca
Fue vicario apostólico del antiguo Vicariato Apostólico de Sibundoy, hoy: diócesis de Mocoa-Sibundoy desde el 27 de febrero de 1978 hasta el 29 de marzo de 1990 cuando fue trasladado a la diócesis de Arauca para suceder al obispo mártir Jesús Emilio Jaramillo del 29 de marzo de 1990 hasta el 10 de enero de 2003. 
Durante su episcopado en esta diócesis promovió una gran misión diocesana en 1992 con el fin de promover la reconciliación entre el pueblo araucano; igualmente emprendió la aplicación de un plan pastoral diocesano conocido por sus siglas PDRE (Proceso Diocesano de Renovación y Evangelización) elaborado con la metodología prospectiva planteando un itinerario de evangelización para treinta años divididos en tres grandes etapas y estas a su vez en fases. 
En 1998 fundó el Seminario Mayor "San José Obrero" en las instalaciones del antiguo Instituto San José Obrero creado por Mons. Jesús Emilio Jaramillo para la formación de líderes campesinos; el Seminario se encontraba en el corregimiento de La Esmeralda del municipio de Arauquita. 

### Obispo de Líbano-Honda
Posteriormente fue promovido a la diócesis de Líbano-Honda donde estuvo desde el 25 de marzo de 2003 hasta el 28 de febrero de 2004 cuando renunció por motivos de salud. 
Fue miembro de la Congregación del Santísimo Redentor conocidos como los Padre Redentoristas.
Falleció a la edad de 84 años, en la ciudad de Bucaramanga, por quebrantos de salud, hacia las 10:20 minutos de la noche del viernes 11 de enero de 2019.
| Predecesor: Ramón Mantilla Duarte           | Vicario apostólico de Sibundoy 1978-1990 | Sucesor: Fabio de Jesús Morales Grisales |
| Predecesor: Jesús Emilio Jaramillo Monsalve | Obispo de Arauca 1990-2003               | Sucesor: Carlos Germán Mesa Ruiz         |
| Predecesor: José Luis Serna Alzate          | Obispo de Líbano - Honda 2003-2004       | Sucesor: José Miguel Gómez Rodríguez     |